# Ancistrus latifrons
Ancistrus latifrons är en fiskart som först beskrevs av Günther, 1869.  Ancistrus latifrons ingår i släktet Ancistrus och familjen Loricariidae. Inga underarter finns listade i Catalogue of Life.